# Kefalotiri
El kefalotiri (grec: κεφαλοτύρι, literalment 'cap de formatge') és un formatge sec, originari de Grècia i Xipre, fet de llet d'ovella o de cabra, d'un color entre blanc i blanc groguenc, amb més d'un 30% de matèria grassa, que es fa madurar de 2 a 3 mesos.
És un dels ingredients del saganaki, un meze de formatge fregit en oli d'oliva.
També, per la seva textura i el seu gust fort és adequat per ratllar i gratinar.
A vegades es ven com a Kefalotiri un altre formatge semblant anomenat Kefalograviera que és fet de llet de vaca.